# 大越史記全書

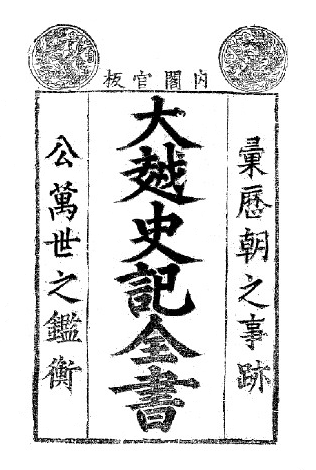
大越史記全書正和本の表紙

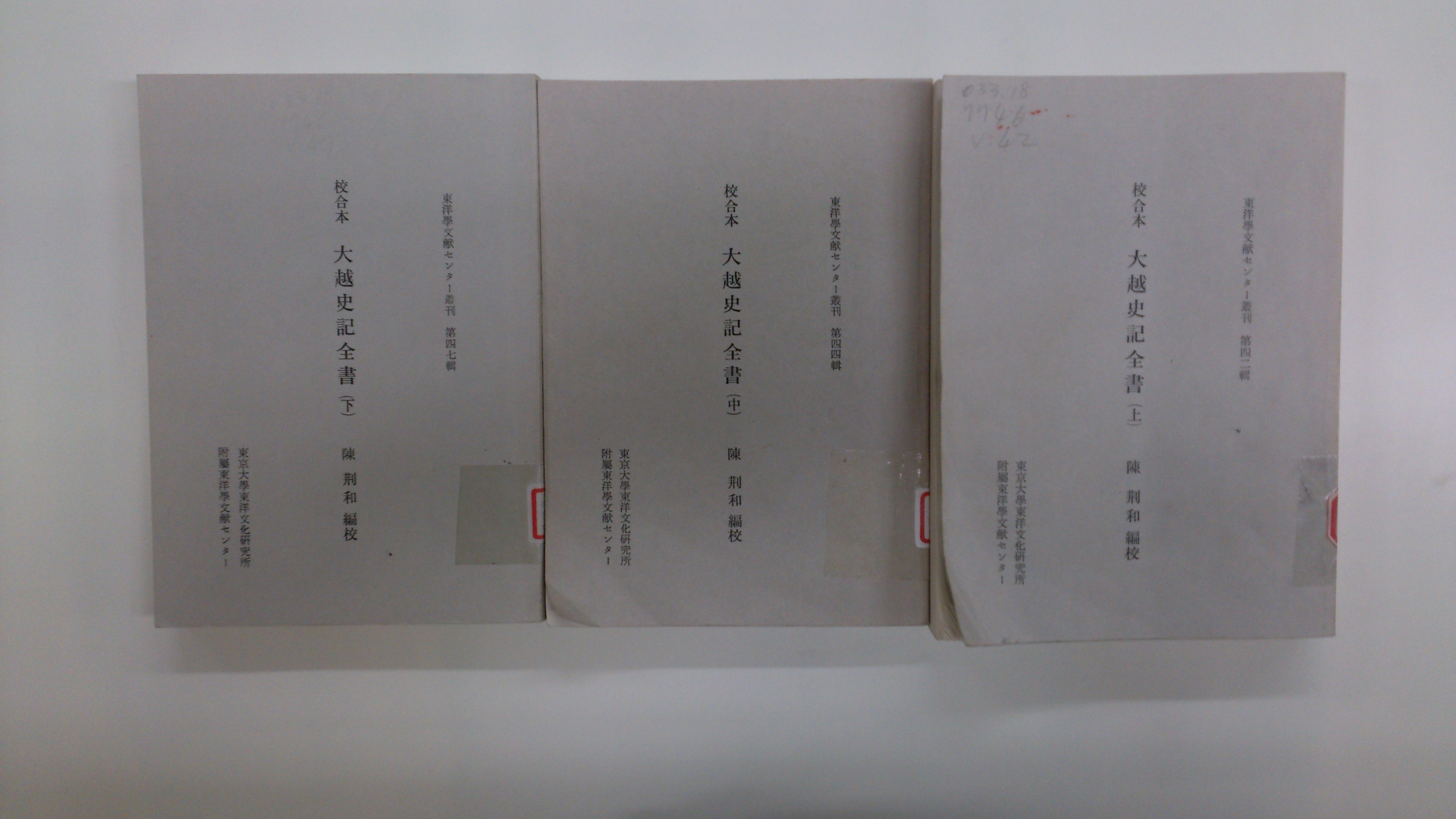
校合本 大越史記全書

大越史記全書（だいえつしきぜんしょ、   越: Đại Việt sử ký toàn thư／大越史記全書）は、ベトナムで編纂された漢文による編年体の歴史書である。

## 成立の過程
1479年に黎朝の皇帝である黎聖宗の時代に、呉士連（ゴ・シー・リエン）によって編纂された。1272年に陳朝の黎文休（レ・ヴァン・フー）が編纂した『大越史記』、1455年に潘孚先（ファン・フー・ティエン）が編修した『史記続編』を元にしている。
建国神話から十二使君の乱までを記述した外紀全書5巻、968年の丁朝の建国者である丁部領の即位から1427年に明朝の支配が終結するまでの時代を記述した本紀全書10巻の計15巻から成る。呉士連が『大越史記全書』を献上した後、編者不明の『本紀実録』6巻（1428年から1532年）、1665年の范公著による『本紀続編』3巻（1533年から1662年）が編纂された。
1655年に范公著は呉士連が編纂した15巻に『本紀実録』と『本紀続編』の9巻を加えた24巻を『大越史記全書』として編集したが、頒布には至らなかった。1697年（正和18年）に黎僖が『本紀続編』追加1巻（1662年 - 1675年）を加えた25巻を出版、黎僖の正和本が現存する最古の刊本である。その後も黎朝末まで編纂が続けられ、1675年以後の歴史を記した『大越史記続編』という写本が数種存在する。
正和本、西山朝景盛8年刊本（1800年）、阮朝のフエ国子監覆刻本（1828年以降）、引田利章校訂鉛活字本（1884年）、東洋学文献センター校合本（1984年）の5種が現存する。
20世紀末までは引田本が通行本として使われていたが、1972年より陳荊和が校合本の作成に着手した。1978年8月、コレージュ・ド・フランス教授ドミエヴィル（戴密微）が所蔵する15冊の完本が最も古い版と判明する。ドミエヴィルの完本を元にして1984-86年に東洋学文献センター校合本が出版され、新たな通行本となった。

## 特徴
呉士連が編纂に取り掛かった経緯については、君命によるものか、自発的に編纂を試みたのか判明していない。
丁朝建国前の中国王朝の統治下に置かれていた時期は主に資治通鑑などの中国で編纂された史書の記述に拠っているが、独立王朝建国以後の記述はベトナムで編纂された史料も参照されている。